# 規制緩和
規制緩和（きせいかんわ、英: deregulation）は、経済学や公共政策などの文脈で、ある産業や事業に対する政府の規制を縮小することを指す。市場主導型の産業のあり方が望ましいと考えられる際にとられる基本的な政策手段のひとつで、市場競争を促進し経済活性化を果たすために採用されるが、導入による弊害の解決のため、セーフティーネットなどの構築が必要とされている。

## 概要
もともとの英語 deregulation は本来、規制「緩和」ではなく規制撤廃の意味が強い言葉であるが、日本では規制撤廃に反対する官僚が意図的に意味をずらして翻訳した（ダブルスピーク）ため、そのまま国内に広まったという。
規制は安全基準・技術規格・所有・事業範囲など企業活動のさまざまな側面を扱うものであるため、規制緩和の形もさまざまである。一般に、どのような場面でどのように規制緩和が行われるべきであるかについての実践的な指針は、体系的な形では存在せず、政策は過去の事例研究を通して形成されるのが普通である。

## 有用性
世界的には、金融・航空・電話・電力・ガスなどのいわゆるネットワーク産業の自由化を促し、自由主義経済を広げる物として規制緩和は先進国でも途上国でも重要な検討課題になっている。世界貿易機関(WTO)や国際通貨基金(IMF)などの国際機関もそうした動きを積極的に支持している。
政府による産業の規制は、基本的には潜在GDP成長率にマイナスにしか働かないとされている。規制改革は、既得権益を崩す作用を持つため、規制によって守られてきた既存の事業者にとっては不利益をもたらすこともあるが、新規参入の拡大・価格競争の促進などにより、消費者が得られる利益は大きいとされている。また、規制緩和が進んだ地域、競争が激しい産業の就労者ほど他人を信頼する傾向が高いという研究がある。
経済学者の大竹文雄は「市場への参入規制が強いと、競争は少なくなり、市場参加者全員が高い利潤を得られる。一方で規制が緩和されると、競争が厳しくなり市場参加者間の格差が大きくなる。参入規制が強いと、市場参加者と参加できない者との格差が大きいが、その格差は実感されない」と指摘している。
規制改革は総論で大方の支持が得られても、各論になると関連事業の消極姿勢から実施が進まないケースがしばしばみられる。
経済学者の野口悠紀雄は「規制緩和によって経済活動を活発化させる必要があるという点では、多くの人が賛成するだろう。しかし、個別のテーマになると、賛成と反対が対立する」と指摘している。
経済学者の田中秀臣は「貿易自由化や規制緩和の効果が実際に現れるのは、長いスパンが必要であり、5-10年で見ないと良し悪しは言えない」と指摘している。田中は「1980年代の日本はそれ以後よりも規制の多い経済であったが、1990年代から2000年代よりも高い成長を達成している。それは適切なマクロ経済政策の成果ゆえにあった」と指摘している。
経済学者のジョセフ・E・スティグリッツ（コロンビア大学教授）は、規制緩和の誤りについてこう述べている。「目指すべきは規制緩和などではない。議論すべきは、適切な規制とは何かということである。規制なしで、機能する社会はありえない。問うべきなのは、どんな規制が良い規制なのかということである。規制緩和が世界金融危機を引き起こした。規制緩和がバブルを生成させた。もちろん、そんなバブルのような好景気は持続可能なものではない。アメリカが率先して金融部門で規制緩和をして、その結果、世界全体が打撃を受け、この大不況に突入した。」
経済学者のラグラム・ラジャンは「規制を設けずにすべてを市場に任せるのは論外であるが、規制でがんじがらめにするのも間違いである。要するに、競争を阻害しないように注意を払いながら、適切な規制を導入すべきである。安全性確保という大義のために規制を強化するにしても、競争条件の公平性を歪めてはいけない」と指摘している。

## 誤解
- カリフォルニア電力危機において、規制緩和が原因で住民の生活に支障を与えたとされているが2000年の夏の猛暑やITブームなどによる電力需要の増加や渇水による水力発電の不良が根本的な問題とされている。

## 各国の政策

### 日本
日本ではいわゆる「親方日の丸」の官僚主義の非効率性が経済成長を阻害しているという議論がここ30年ほど盛んに行われており、グローバリズムの進展と合わせて規制緩和や自由化を唱える声は特に経済界に根強く、小泉政権以後の自民党政権や民主党政権も規制緩和に積極的である。また1999年から2012年まで東京都知事であった石原慎太郎や大阪府知事・大阪市長であった橋下徹、そして宮城県知事の村井嘉浩のように地方自治体の首長にも規制緩和に積極的な人物が増えた。
1980年代以降の規制緩和・民営化・自由化の例を以下に挙げる。
- 日本電信電話公社民営化
- 国鉄分割民営化
- 金融ビッグバン
- タクシー台数の制限撤廃
- 貨物自動車運送業への新規参入の条件緩和
- バス運送事業への新規参入の緩和
- 電力自由化
- 都市ガスの自由化
- 酒類販売業免許の付与基準の撤廃
- ビールなどの年間最低製造量の緩和
- 港湾運送事業への新規参入
- 電気通信事業の開放
- 農業への株式会社参入
- 郵政民営化
- 労働者派遣事業
  - 労働者派遣法の緩和により、それまで派遣が禁止されていた分野（製造業や医療など）にも派遣社員の使用が認められるようになり、以後企業では非正規雇用が急増した。
- 医薬品の部外品化による緩和
- 建築基準検査機関の民間開放
  - 耐震偽装問題発生で、問題点が指摘された。
- 指定管理者制度による行政サービスの外国資本等への開放
- 大都市圏での高層ビル建設に於ける高さ制限の緩和と、超高層ビルの建設促進
- 地下空間の利用規制緩和による再開発利用拡大

内閣府は電気通信分野での民営化・料金規制の緩和によって2000年度に4兆円を上回る消費者の利益が得られたという試算結果を示している。 内閣府の試算によると、2005年度における1990年代以降の規制改革の経済効果は、約18兆3452億円となっている。
経産省経済産業政策局長の飯田祐二は、2023年に過去30年の新自由主義規制緩和策を振り返って、結果的にただのコストカットと国内投資減を招く結果になってしまったと述べている。